# Neomymar zuparkoi
Neomymar zuparkoi är en stekelart som beskrevs av Triapitsyn, Berezovskiy och Huber 2006. Neomymar zuparkoi ingår i släktet Neomymar och familjen dvärgsteklar. Inga underarter finns listade i Catalogue of Life.